# Mionochroma aureotinctum
Mionochroma aureotinctum är en skalbaggsart som först beskrevs av Bates 1870.  Mionochroma aureotinctum ingår i släktet Mionochroma och familjen långhorningar.
Artens utbredningsområde är Guyana. Inga underarter finns listade i Catalogue of Life.

## Bildgalleri

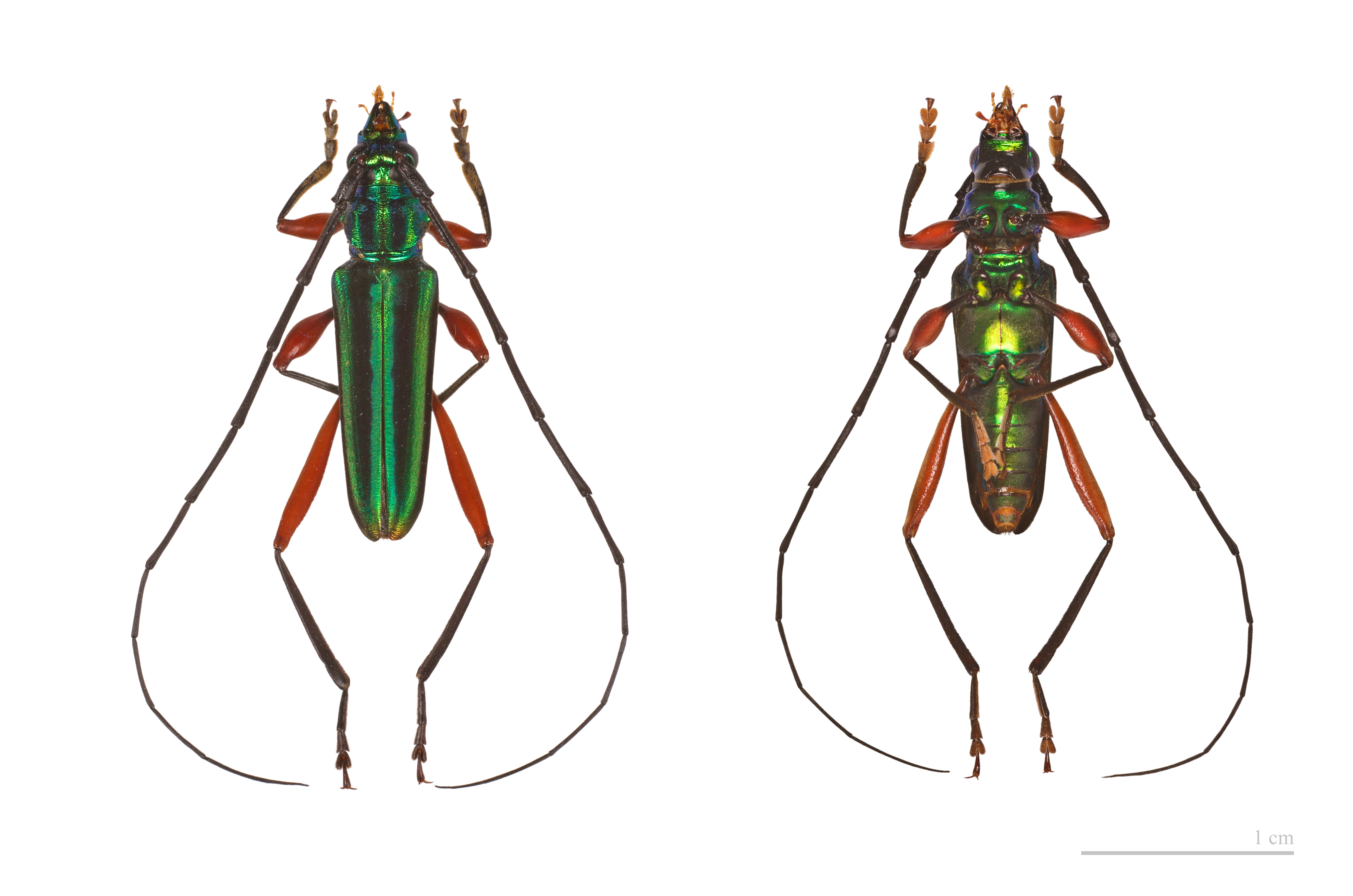
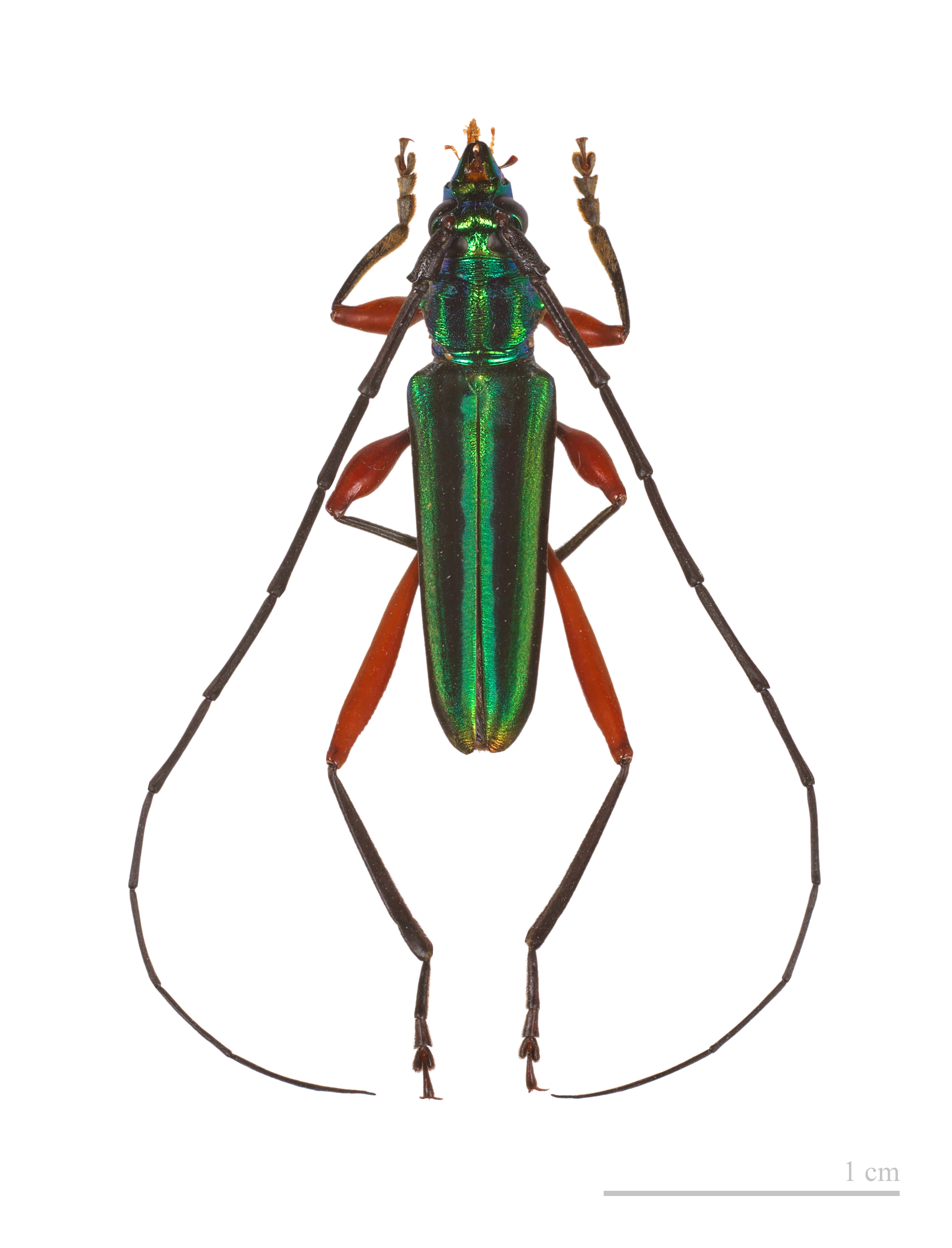
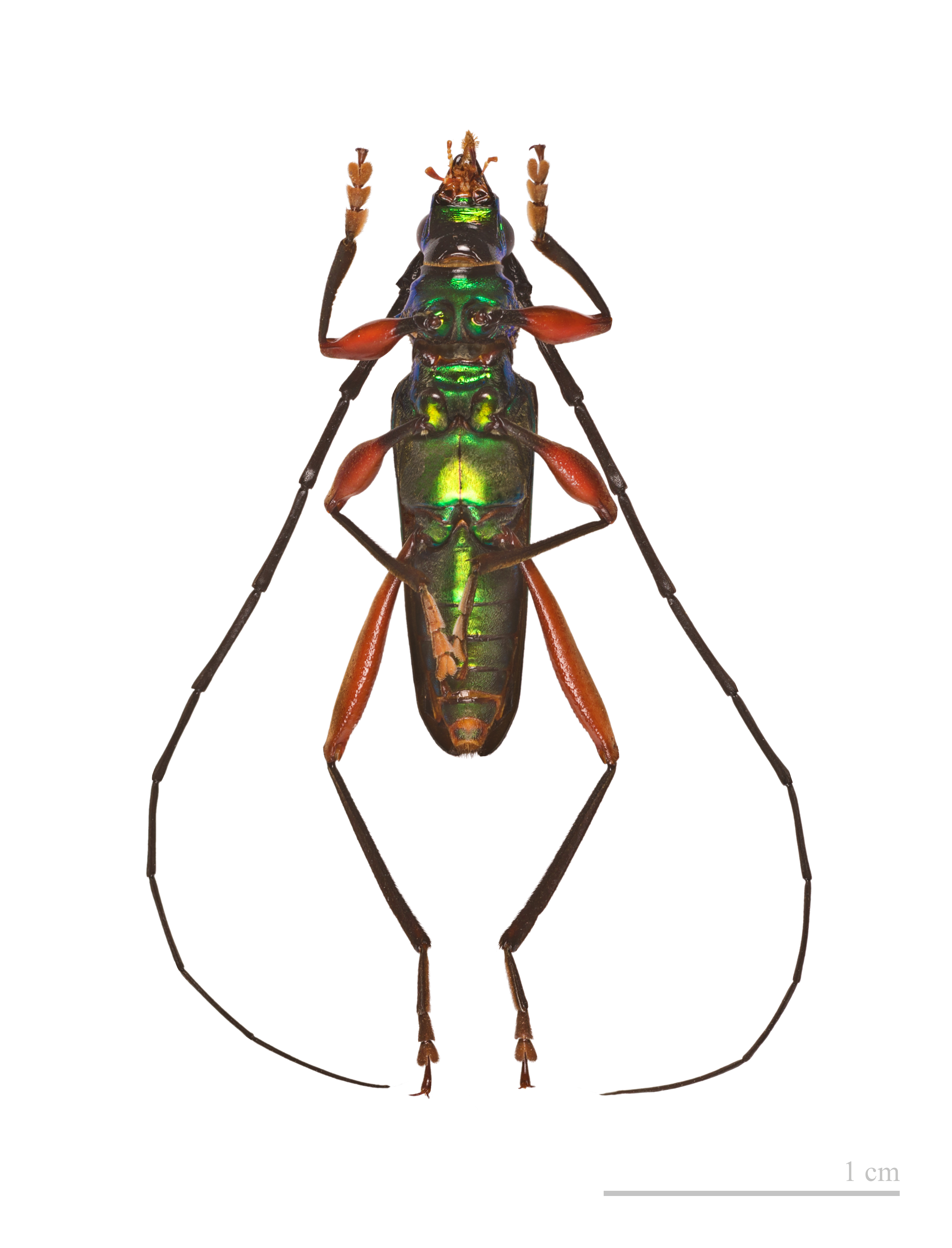